# Восьмирукие
Восьмиру́кие (лат. Octopodiformes) — надотряд головоногих моллюсков из подкласса двужаберных (Coleoidea). Представители обладают четырьмя парами рук, соединённых у основания плавательной перепонкой. Включают два отряда: осьминогов (Octopoda) и Vampyromorphida (1 вид — Vampyroteuthis infernalis).

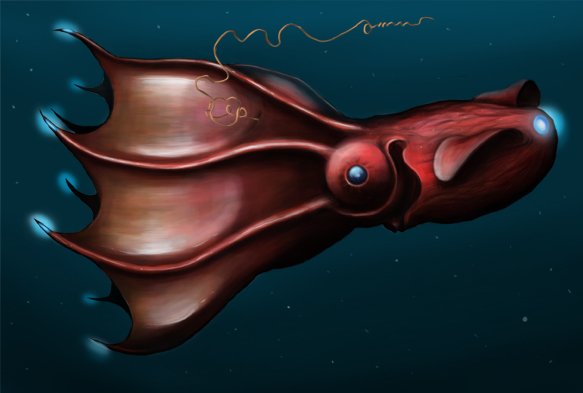
Vampyroteuthis infernalis